# Warrumbungle Shire
Warrumbungle Shire är en kommun i Australien. Den ligger i delstaten New South Wales, i den sydöstra delen av landet, omkring 310 kilometer nordväst om delstatshuvudstaden Sydney. Antalet invånare var 9 384 vid folkräkningen 2016. Arean är 12 371 kvadratkilometer.
Följande samhällen finns i Warrumbungle Shire:
- Coonabarabran
- Dunedoo
- Coolah
- Mendooran
- Binnaway
- Gowang
- Leadville
- Merrygoen
- Kenebri